# فرودگاه کپتن نیکولاس رووهاس
فرودگاه کپتن نیکولاس رووهاس (به انگلیسی: Captain Nicolas Rojas Airport) (به زبان بومی: Aeropuerto Capitán Nicolas Rojas) یک فرودگاه همگانی با کد یاتا POI است که یک باند فرود آسفالت دارد و طول باند آن ۲۸۳۳ متر است. این فرودگاه در کشور بولیوی قرار دارد و در ارتفاع ۳۹۳۶ متری از سطح دریا واقع شده‌است.